# Artemi Wedel
Artemi Wedel (* um 1770 {Anm.} in Kiew, Russisches Reich; † 14. Juli 1808 ebenda) war ein russischer Komponist und Sänger ukrainischer Herkunft, der sich auf das Verfassen von Kirchenmusik und Militärmärschen spezialisierte.
Seine Eltern waren die Kiewer Bürger Lukian und Jelena (ukrainisch: Olena) Wedelski. Sein Vater war Ikonostase-Bauer. Die Familie wohnte in einem Kiewer Vorort.
Artemi Wedel benutzte die abgekürzte Form des Familiennamens „Wedel“, was dem Zeitgeschmack entsprach und die germanophilen Tendenzen im Russischen Reich des 18. Jahrhunderts widerspiegelte. Er studierte Philosophie und Musik an der Kiew-Mohyla-Akademie. Schon als Student begann er, Musik zu komponieren, wurde Dirigent des Studentenchores und -orchesters, trat auch als Violinist auf.
1788 kam er nach Moskau, wo er die Leitung des Musikensembles des Generalgouverneurs Jeropkin übernahm, formell war er als Kanzleibeamte der Senatskanzlei angestellt. Nach dem Tode seines Förderers kam er 1794 nach Kiew zurück und übernahm die Leitung der Kapelle des Generals Andrei Lewanidow. Er wurde zum Kapitän befördert. In dieser Zeit schuf er viele Kompositionen, unter anderem 6 Instrumentalkonzerte.
1796 wurde Wedel mit General Lewanidow nach Charkow versetzt. Dort organisierte er einen neuen Chor und Orchester. Er unterrichtete auch Gesang und Instrumentalmusik im dortigen Collegium. Er schuf kirchliche Musikwerke, wie „Herr, höre meine Stimme“.
Auf Verordnung des Zaren Paul I. wurde 1797 das Korps des Generals Lewanidow aufgelöst. Wedel wurde vom Militärdienst entlassen und verließ Charkow. {Anm.}
1798 kam Wedel nach Kiew zurück und ließ sich im Haus seiner Eltern nieder. Er gab alle Ämter auf, verschenkte sein ganzes Vermögen, versank in religiösen Gedanken und trat als Novize in das Kiewer Höhlenkloster ein. Er komponierte nur noch religiöse Chorwerke.
Am späten Frühling 1799 wurde bei ihm das Buch „Das Leben des ehrwürdigen Nil Stolobensky, Wundertäter von Nowgorod“ gefunden, in das Wedel angeblich handschriftlich eine Voraussage des Attentats auf den Zaren Paul I. eingetragen hatte. Unter diesem Vorwurf übergab der Kiewer Metropolit und Archimandrit Ierofei Malizki am 25. Mai 1799 den Mönch Artem Wedel dem Stadtkommandanten von Kiew.
Es fehlen sichere Nachrichten über das weitere Leben des Komponisten. Am 10. Juli 1799 wurde er als Geisteskranker unter die Obhut seines Vaters übergeben. Am 1. August 1799 kam er in ein Irrenhaus, wo er die nächsten acht Jahre bis zu seinem Tod verbrachte. Er starb im Alter von 38 Jahren (bei einer Geburt im Jahr 1770) {Anm.}.
Die Werke Wedels sind hauptsächlich in Handschriften erhalten geblieben. Trotz eines Aufführungsverbotes wurden sie doch weiterhin aufgeführt. Bekannt sind 80 Werke, darunter 31 Chorkonzerte, 6 Kammertrios und zwei Liturgien des heiligen Johannes Chrysostomos.

## Bibliografie
- Victor Askotschenski: Русскій композиторъ А. Л. Веделевъ („Der russische Komponist A. L. Wedelew“), in: Кіевские губернские вѣдомости („Kiewer Gouvernements-Nachrichten“), Nr. 10, 1854.
- І. Соневицький: Артем Ведель і його музична спадщина. („Artem Wedel und sein musikalischer Nachlaß“) — Українська Вільна Академія Наук у США, New York, 1966.
- Chester L. Alwes: A History of Western Choral Music. Vol. 2. Oxford: Oxford University Press, 2016.
- Bertil van Boer: Historical Dictionary of Music. Plymouth: Scarecrow Press, 2012, S. 577 (Digitalisat bei Google Books).